# Celia Heinzer
Celia Heinzer (* 19. Mai 2002 in Muotathal) ist eine Schweizer Handballspielerin, die für den Schweizer Erstligisten Spono Eagles aufläuft.

## Karriere
Heinzer begann das Handballspielen im Alter von acht Jahren. Nachdem die Rückraumspielerin für den KTV Muotathal gespielt hatte, wechselte sie in den Jugendbereich von LK Zug. Mittlerweile gehört sie dem Kader der Erstligamannschaft an. Mit dem LK Zug gewann sie 2021 sowohl die Schweizer Meisterschaft als auch den Schweizer Cup. In der darauffolgenden Saison gewann Heinzer erneut den Schweizer Cup, wobei eine Knieverletzung die Teilnahme am Finale verhinderte.
Nach zehn Jahren beim LK Zug wechselte sie auf die Saison 2024/25 hin zu den Spono Eagles. Mit den Spono Eagles gewann sie 2025 den Schweizer Cup.
Heinzer läuft für die Schweizer Juniorinnennationalmannschaft auf. Mit dieser Auswahlmannschaft nahm sie an der U-19-Europameisterschaft 2021 teil. Heinzer erzielte im Turnierverlauf insgesamt 39 Treffer. Mittlerweile läuft sie für die Schweizer A-Nationalmannschaft auf.